# Lijst van voetbalinterlands Bosnië en Herzegovina - Montenegro
Deze lijst van voetbalinterlands is een overzicht van alle officiële voetbalwedstrijden tussen de nationale teams van Bosnië en Herzegovina en Montenegro. De landen, ooit buurrepublieken in de federale staat Joegoslavië, hebben tot op heden vier keer tegen elkaar gespeeld. De eerste ontmoeting, een vriendschappelijke wedstrijd werd gespeeld in Zenica op 28 mei 2018. Het laatste duel, een groepswedstrijd tijdens de UEFA Nations League 2022/23, vond plaats op 23 september 2022 in Zenica.

## Wedstrijden
| № | Plaats    | Datum             | Competitie                  | Wedstrijd                          | Uitslag |
| - | --------- | ----------------- | --------------------------- | ---------------------------------- | ------- |
| 1 | Zenica    | 28 mei 2018       | Vriendschappelijk           | Bosnië en Herzegovina − Montenegro | 0 − 0   |
| 2 | Sarajevo  | 2 juni 2021       | Vriendschappelijk           | Bosnië en Herzegovina − Montenegro | 0 − 0   |
| 3 | Podgorica | 11 juni 2022      | UEFA Nations League 2022/23 | Montenegro – Bosnië en Herzegovina | 1 − 1   |
| 4 | Zenica    | 23 september 2022 | UEFA Nations League 2022/23 | Bosnië en Herzegovina − Montenegro | 1 − 0   |

## Samenvatting
| Competitie          | Totaal gespeeld | Winst Bosnië en Her. | Gelijk | Winst Montenegro | Doelsaldo Bosnië en Her. – Montenegro |
| ------------------- | --------------- | -------------------- | ------ | ---------------- | ------------------------------------- |
| UEFA Nations League | 2               | 1                    | 1      | 0                | 2 − 1                                 |
| Vriendschappelijk   | 2               | 0                    | 2      | 0                | 0 − 0                                 |
| Totaal              | 4               | 1                    | 3      | 0                | 2 − 1                                 |

Wedstrijden bepaald door strafschoppen worden, in lijn met de FIFA, als een gelijkspel gerekend.